# مارغريت فولر
سارة مارغريت فولر أوسولي (بالإنجليزية: Margaret Fuller) والتي عرفت باسم مارغريت فولر ناقدة أدبية وصحفية، وُلدت في 23 مايو عام 1810. وتوفيت في 19 يوليو عام 1850. كانت فولر ناقدة أدبية وصحفية أمريكية ومدافعة عن حقوق المرأة والذي أَقترن بحركات المرأة الأمريكية. كما كانت أول امرأة أمريكية تشتغل بالنقد الأدبي في مجال الصحافة. يعتبر كتابها المرأة في القرن التاسع عشر من أهم أوائل الأعمال في مجال النسوية في الولايات المتحدة الأمريكية.
لقد كانت مارغريت فولر مدافعة عن حقوق المرأة وبشكل خاص عن حق المرأة في التعليم والعمل. كما أنها عملت على تشجيع العديد من الإصلاحات في المجتمع منها اصلاح السجون وتحرير العبيد في الولايات المتحدة. اعتبر العديد من المدافعات عن حقوق المرأة والنسوية فولر كمصدر للإلهام ومنهم سوزان ب. أنثونى. ومع ذلك لم يساندها العديد من معاصريها ومن ضمنهم صديقتها السابقة هارييت مارتينيوحيث قالت عن فولر أنها متحدثة بدلا من ان تكون ناشطة.
ولدت في كامبريدج ماستشوتس حيث تلقت قدرا لا بأس به من التعليم على يد والدها تيموثى فولر.وقد تلقت فيما بعد تعليما رسميا وأصبحت تعمل كمدرسة في عام 1839, ثم بعد ذلك عملت كمشرفة أو مراقبة لما قد اسمته ب المحادثات وهي عبارة عن منقاشات وحوارات تدور بين النساء الغرض منها التعويض عن حرمانهن من التعليم العالي.
في عام 1840 أصبحت أول محررة في جريدة الدايل (بالإنجليزية: (The Dial الترانسينتالية، ثم التحقت فيما بعد لطاقم جريدةنيويورك تريبون (بالإنجليزية: New York Tribune) تحت قيادة هوراس جريلى عام 1844. وحين بلغت للعقد الثالث من عمرها حازت على لقب أحسن شخص قارئ في نيو انجلاند (New England)_ سواء كان ذكر أم أنثى_ وأصبحت أول امرأة يسمح لها باستخدام المكتبة في جامعة هارفارد. وفي عام 1845 تم نشر كتابها الالهامى  المرأة في القرن التاسع عشر''.
ثم بعد ذلك بعام واحد تم ارسالها إلى أوروبا كأول أمراة مراسلة لحساب جريدة الترايبون (Tribune). ما لبثت أن أصبحت متورطة في الثورة الإيطالية وتحالفت مع جيوسيب مازينى. لقد كانت على علاقة بجيوفانى أوسلى والذي انجبت منه طفلا.توفى أفراد العائلة الثلاث في حادث تحطم سفينة على شواطئ مدينة فاير ايلاند نيويورك وذلك في عام 1850 أثناء سفرهم إلى الولايات المتحدة، وبذلك لم يستعاد جثمانها مطلقاٌ.

## السيرة الذاتية

### بداية حياتها والعائلة

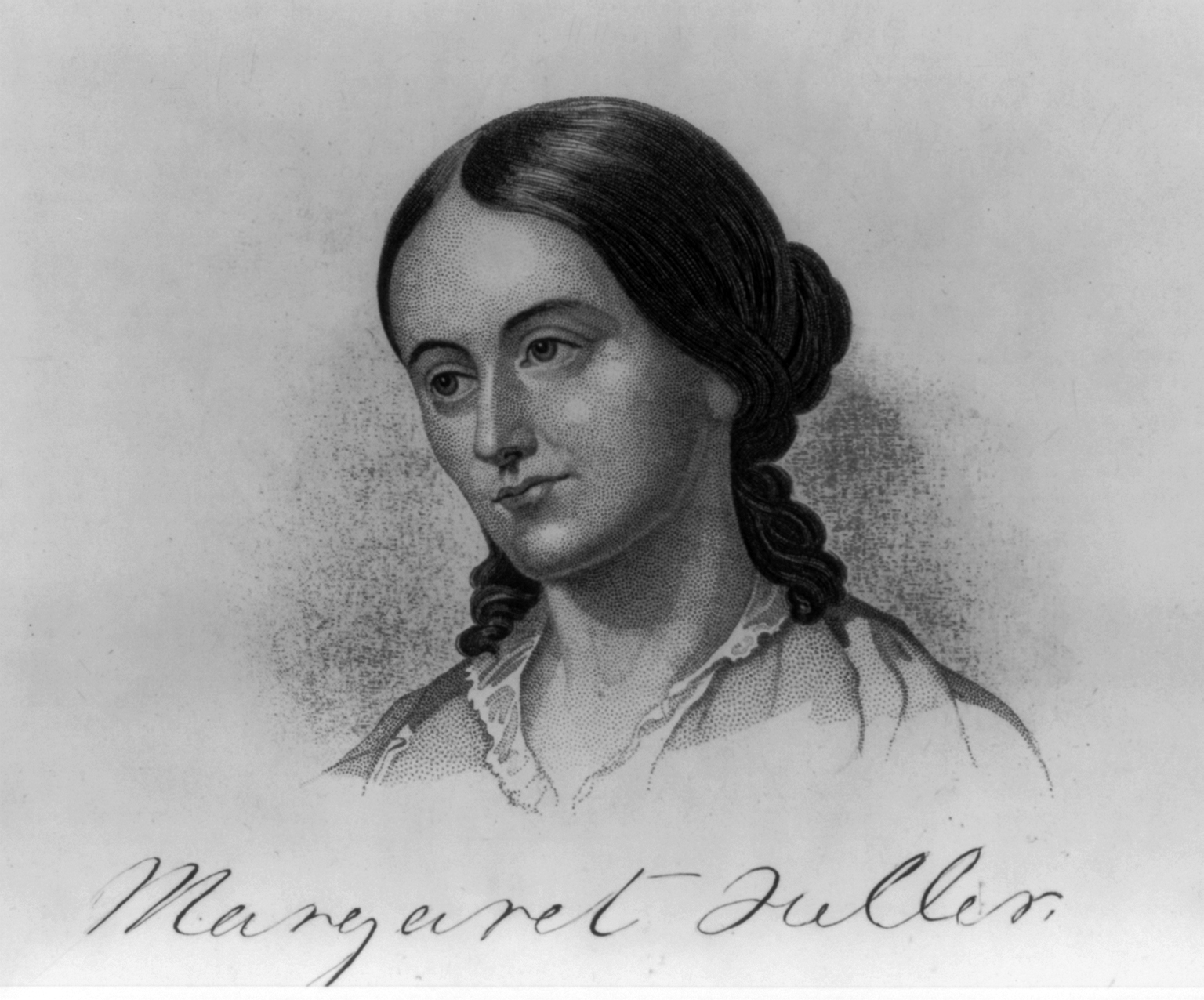

ولدت سارة مارغريت فولر في الثالث والعشرين من مايو عام 1810  في مدينة كامبريدج بورت ماستشوستس. وهي الطفلة الأولى لتيموثى فولر ومارغريت كرين فولر.

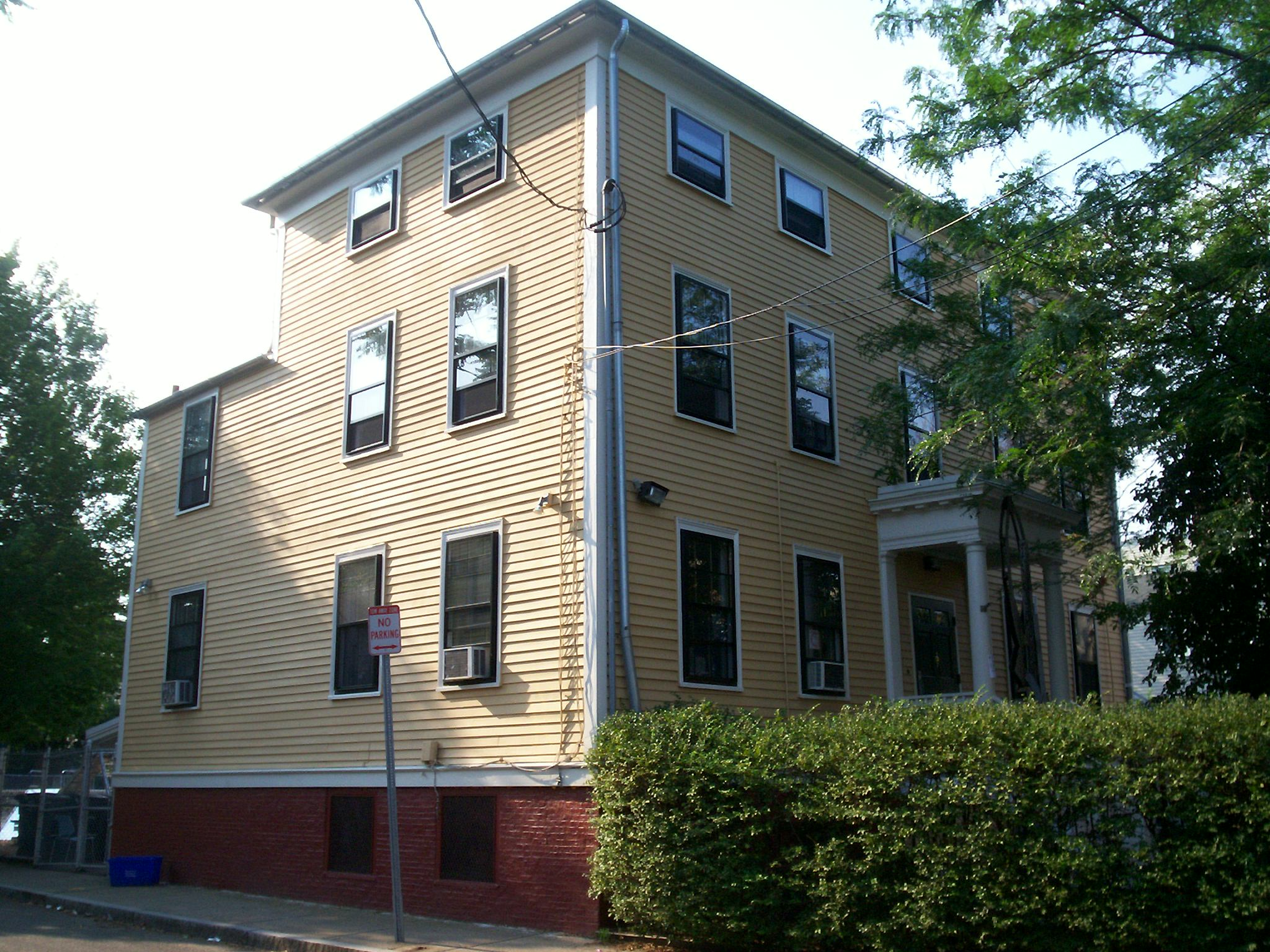

سميت بهذا الاسم تيمنا باسم جدتها لوالدها ووالدتها ومع ذلك فقد تخلت عن اسم سارة عند بلوغها التاسعة من عمرها وأصرت على أن تنادى باسم مارغريت. لايزال المنزل الذي ولدت به مارغريت فولر قائماٌ حتى الآن.تعلمت فولر على يد والدها القراءة والكتابة وذلك في الثالثة والنصف من عمرها وذلك بعد وفاة الطفلة الثانية للزوجين ذات الأربعة عشر أشهر جوليا أديلايد بفترة قصيرة. قام والدها بتعليمها تعليماٌ جادا مثلها مثل أي صبي في ذلك الوقت ومنعها من قراءة الكتب الأنثوية التقليدية في ذلك الوقت مثل كتب الإتيكيت والرواية العاطفية.
أدخل اللغة اللاتينية في منهج تعليمه وذلك بعد ولادة ابنه يوجين في مايو عام 1815 وسرعان ما بدأت مارغريت في ترجمة مقاطع نصية للشاعر الرومانى فيرجيل. فيما بعد في حياتها ألقت مارغريت باللوم على حب والدها الزائد وتقديره للدقة والإتقان فيما عانته من كوابيس أثناء طفولتها والسير أثناء النوم. وفي الصغر كانت مارغريت تقضى وقت النهار برفقة والدتها التي قامت بتعليمها الأعمال المنزلية والحياكة. وفي عام 1817ولد آخاها وليام هنرى فولر وتم انتخاب والدها كممثلاٌ في الكونغرس الأمريكي.
وخلال السنوات الثمان المقبلة كان يقضى فترة من 4 إلى 6 أشهر في واشنطن العاصمة. في العاشرة من عمرها كتبت فولر مذكرة مبهمة قام والده بحفظها في الثالث والعشرين من مايو عام 1810 ولد شخصاٌ قدر له الحزن والألم ومثله مثل الآخرين كتب له سوء الحظ. بدأت فولر تعليمها الرسمي في مدرسة بورت في مدينة كامبريدج بورت عام 1819
وذلك قبل أن تلتحق ببوسطن ليسيه لتعليم الفتيات وهذا من عام 1821 حتى عام 1822. وبناءٌ على نصيحة من أعمامها وخالاتها تم ارسالها إلى مدرسة لتعليم الفتيات في جورتون بالرغم من معارضتها لهذه الفكرة في بادئ الأمر.
وبينما كانت في جروتون لم يترشح تيموثى فولر ليتم إعادة انتخابه وذلك لمساعدة جون كوينسي آدامز في حملته الإنتخابية الرئاسية عام 1824 آملا في أن يرد آدمز له الجميل بتعيينه في منصب حكومى. في السابع عشر من يونيو عام 1825 حضرت فولر المراسم التي وضع فيها بطل الحرب الثورى الأمريكي ماركيز دى لافيت حجر الأساس للنصب التذكارى بانكر هيل وذلك بعد 50 عام من المعركة.
تركت فولر المدرسة وعادت إلى المنزل في السادسة عشر من عمرها وهذا بعد أن أمضت عامين هناك. في منزلها درست الأعمال الكلاسيكية وقامت بتدريب نفسها في عدة لغات حديثة وأمثلة متنوعة من الأدب العالمى. في هذا الوقت كانت قد أدركت أنها لا تتكيف مع الفتيات من عمرها.
وكتبت عن ذلك 'انى اشعر اننى لم أولد للقدر والقسمة الشائعين للنساء'. عملت إليزا فارار، زوجة جون فارار الأستاذ بجامعة هارفارد ومؤلف كتاب'صديق الفتيات الصغيرات'(1836), على تدريبها على فن الإتيكيت الأنثوى حتى بلغت العشرين من عمرها وبالرغم من ذلك لم تنجح فارار في ذلك كليا.

### بداية حياتها العملية
كانت فولر قارئة شغوفة فحين بلغت الثلاثين من عمرها قد نالت شهرة لكونها أفضل شخص قارئ _سواء كان ذكر أم أنثى_ في نيو إنجلاند. فقد استخدمت معرفتها لإعطاء دروس خاصة مبنية على أسلوب إليزابيث بالمر بيبودى في التدريس..تمنت فولر أن تكسب رزقها عن طريق العمل إما بالصحافة أو الترجمة.ظهر أول عمل منشور لها في في نوفمبر عام 1834 في جريدة نورث أمريكان رفيو (North American Review) حيث كان ردا على المؤرخ جورج بانكروفت. حينما كانت بالثالث والعشرين من عمرها كان عمل والدها بالمحاماة قد فشل وانتقل بالعائلة إلى مزرعة في جورتون. وفي العشرين من فبراير عام 1835 قد طلب كلاٌ من فردريك هنرى هيدج و جيمس فريمان كلارك منفولر مساهمات خطية لنشرها في دورياتهم الخاصة. وقد ساعدها كلارك بنشر أول مقال نقد أدبى لها في كتاب ويسترن ماسنجر (Western Messenger) في يونيو: نقد لالسير الذاتية الحديثة عن جورج كراب وهانا مور. وفي خريف ذلك العام عانت من صداع نصفي شديد وحمةلمدة 9 أيام وعلى ما يبدو أن فولر قد أُبتليت بالصداع طوال حياتها. بينما كانت تتعافى من مرضها توفى والدها من جراء مرض الكوليرا في الثاني من أكتوبر 1835. تأثرت بشدة إثر وفاة والدها وكتبت دائما ما تلاحقنى صورة والدى. تعهدت بأن تترأس العائلة وتهتم بوالدتها التي أصبحت أرملة مؤخرا وبأشقائها وشقيقاتها الأصغر منها. لم يترك والدها وصية وبذلك سيطر اثنين من أعمامها على ممتلكاتهم وأموالهم والتي قدرت فيما بعد ب 18,098,15 دولاراٌ أمريكياٌ مما اضطر العائلة إلى الاعتماد عليهم من أجل المعيشة.بعد شعورها بالإذلال من طريقة تعامل أعمامها مع العائلة كتبت فولر معبرة عن ندمها لانتمائها للجنس الناعم أكثر من أي وقت مضى.
إبان ذلك الوقت تمنت فولر أن تكتب السيرة الذاتية ل جوان ولفجانج فون جوث ولكنها شعرت أنها لن تستطيع العمل عليها إلا إذا سافرت إلى أوروبا.تسببت وفاة والدها ومسؤليتها المفاجأة عن الأسرة في أن تتخلى عن هذه الفكرة. حصلت في عام 1836 على وظيفة كمعلمة في في مدرسة برونسون ألكوت تيمبل في بوسطن حيث ظلت لمدة عام كامل.وقد قبلت دعوة هيرام فولر (لا تربطه معها صلة قرابة) للعمل بالتدريس تحت قيادته في مدرسة جرين ستريت في بروفيدنس، رود آيلاند وذلك في
أبريل 1837 وبمرتب غير اعتيادى بحوالى 1,000 دولاراٌ في السنة.

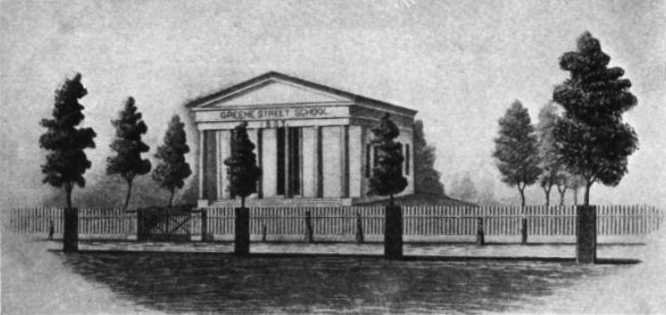

قامت عائلتها ببيع مزرعة جورتون وانتقلوا جميعاٌ إلى جاميكا بلاين، ماساتشوستس. وفي 6 نوفمبر عام 1839 عقدت فولر أول نقاشات «المحادثات» بين نساء محليات واللاتى اجتمعن في بوسطن موطن البيبوديز. أرادت فولر أن تعوض عن نقص التعليم لدى هؤلاء النساء بنقاشات ومناظرات ركزت خصيصاٌ على موضوعات مثل الفنون الجميلة، التاريخ، علم الأساطير، الأدب، والطبيعة. وكما عملت كنواة «للمحادثات» فقد أصرت على أن تجيب على «أسئلة مهمة» لدى النساء مثل «ماذا خلقنا لنفعل؟وكيف نفعله؟ وهي قلة ما يطرحوها على أنفسهم إلا بعد فوات الآوان». وحضر هذة التجمعات العديد من الشخصيات المهمة في حركة حقوق المرأة ومنهم صوفيا دانا ريبلى,كارولاين سيرجيز وماريا وايت لويل

### جريدة الدايل
في أكتوبر عام 1839 كان رالف والدو إمرسون يسعى لتعيين محررة بجريدته الدايل (بالإنجليزية: The Dial). وبعد رفض الكثير لهذا المنصب قام بعرضه على فولر مشيراً إليها «بصديقتى المرحة». قابل إمرسون فولر لأول مرة في كامبريدج عام 1835 وقد أعترف أنها في ذلك الاجتماع «جعلته يضحك أكثر مما أحب». في الصيف التالي قضت فولر أسبوعين في منزل إمرسون في كونكورد. قبلت فولر عرض إمرسون للعمل كمحررة في جريدة الدايل في 20أكتوبر 1839 وبدأت العمل في أول أسبوع في سنة 1840. قامت بتحرير الجريدة لأول سنتين من إصدارها من عام 1840 إلى عام 1842 بالرغم من أنها لم تستلم راتبها المتفق عليه بحوالى 200 دولار سنوياً. تقديراً لدورها تم الاعتراف بها كشخصية مهمة في حركة الترنسندنتليسم وتمت دعوتها إلى مزرعة بروك الخاصى ة بالسيد جورج ريبلى في تجربة اجتماعية. لم تنضم فولر رسمياً للمجتمع الخاص بهذه الحركة ولكنها كانت زائرة دائمة وغالباً ما كانت تقضى ليلة رأس السنة هناك. سافرت في صيف 1843 إلى مدينة شيكاغو، ومدينة ميلووكي، وشلالات نياجارا ومدينة بافلو في نيويورك (مدينة); حيث تفاعلت هناك مع العديد الهنود الحمر/ السكان الأصليين لأمريكا ومن ضمنهم أعضاء من قبائل اوتاوا وتشيبيوا. قامت بتدوين هذه التجارب في كتاب يدعى الصيف في البحيرات، والتي انتهت من كتابته في عيد ميلادها الرابع والثلاثون في عام 1844. وقد وصفه الناقد الأدبى إيفرت أوغسطس دويكنيك بأنه «الكتاب الأصلي الوحيد الذي يستطيع أن يفكر فيه لهذا الموسم». استخدمت فولر مكتبة جامعة هارفاردلعمل بحث عن منطقة البحيرات العظمى، وبهذاأصبحت أول امرأة يسمح لها باستخدام مكتبة جامعة هارفارد.
تم نشر كتاب القضية العظمىعلى شكل تسلسلى في جريدة الدايل.بداية أرادت أن تطلق على العمل اسم القضية العظمى: الإنسان في مواجهة الرجال، والمرأة في مواجهة النساءوحين توسع هذا العمل وتم نشره مستقلاً في عام1845 كان تحت عنوانالمرأة في القرن التاسع عشر.بعد ما أن انتهت من كتابتها كتبت إلى صديق لها قائلة «لقد وضعت جزء كبير من نفسى فيه كما لو اننى إذا رحلت الآن فان بصمتى أصبحت موجودة على الأرض». يناقش العمل الدور الذي تلعبه المرأة تحت ظل الديموقراطية الأمريكية وآراء فولر حول إمكانية تحسين هذا الدور.ومنذ ذلك الوقت أصبح من الوثائق الهامة في مجال النسوية الأمريكية. ويعتبر هذا العمل الأول من نوعه في الولايات المتحدة.

### جريدة نيويورك تريبون

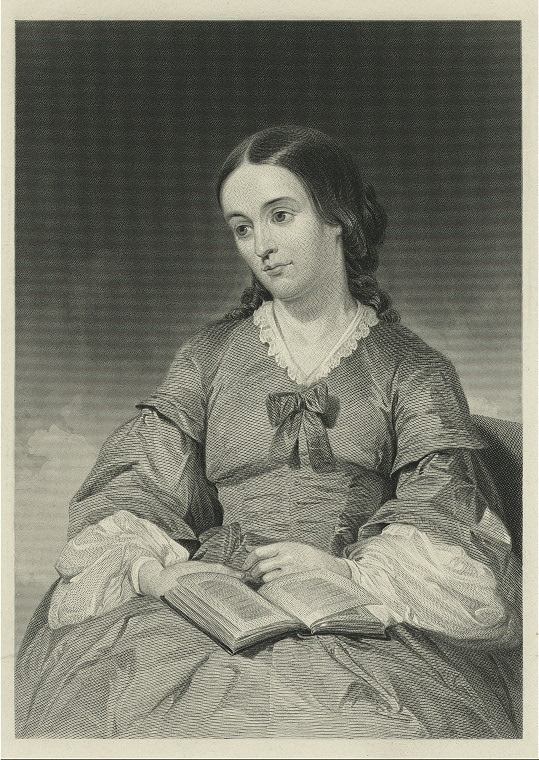

تركت فولر العمل في صحيفة الدايل عام 1844 بسبب ضعف صحتها جزئياً ولكن أيضأ بسبب خيبة الامل التي أصابتها بسبب تناقص قائمة الأشتراكات للجريدة. انتقلت في خريف هذه السنة إلى مدينة نيويورك وانضمت إلى جريدة «هوراس جريلى» «نيويورك تريبون» وعملت هناك كناقدة أدبية وأصبحت أول ناقدة أو مراجعة للكتب بدوام كامل في تاريخ الصحافة الأمريكية وبحلول عام 1846 كانت أول امرأة محررة في مجال النشر. أول مقال لها كان نقد لمجموعة من المقالات ل إمرسون والذي ظهر في العدد الأول من ديسمبر 1844. في ذلك الوقت كان لدى جريدة الترايبون حوالى 50,000مشترك وحصلت فولر على 500 دولار في العام مقابل عملها هناك. بالإضافة إلى الكتب الأمريكية قامت بنقد الأدب الأجنبي، الحفلات الموسيقية، المحاضرات، والمعارض فنية.وخلال الأربع سنوات التي عملت بها في مجال النشر نشرت أكثر من 250 عموداً، معظمهم بإمضاء"*" كتوقيع لها. وفي هذه الأعمدة ناقشت فولر مواضيع تترواح ما بين الأدب والفن إلى السياسة والمشاكل الاجتماعية مثل معاناة العبيد وحقوق المرأة. قامت أيضاً بنشر الشعر وكانت قصائدها على نهج أعمال إمرسون ولكنها افتقرت القوة الفكرية التي لديها في النقد.
أثناء ذلك الوقت تورطت فولر في فضيحة تخص زميلها الناقد الأدبى إدغار آلان بو، حيث كان يقوم بمغازلات علنية لشاعرة متزوجة تدعى «فرانسيس سارجنت أوسجود». وكانت هناك شاعرة أخرى متيمة ب بو وتشعر بالغيرة من «أوسجود» تدعى «اليزابيث ف.إليت» وقد أشاعت أن العلاقة بين «بو» و«أوسجود» تتعدى المغازلة البريئة. أرسلت «أوسجود» كلاً من «فولر» و «آن لينش بوتا» نيابةً عنها إلى الكوخ الخاص ب «بو» وذلك لكى يعيد لها الخطابات الشخصية التي أرسلتهم له.غضب «بو» من تدخلهم وأطلق عليهم لقب «بوسى بوديز» أو الفضوليات. اندلعت فضيحة عامة ولم تنتهى حتى حتى تقدم زوج «أوسجود» المستبعد من الموضوع «صامويل ستيلمان أوسجود» وقام بالتهديد مقاضة «إليت».

### مهمات في أوروبا
في عام1846 أرسلت جريدة «نيويورك تريبون» فولر إلى أوروربا وبالتحديد إلى إنجلترا وإيطاليا
كأول مراسلة امرأة أجنبية. سافرت من بوسطن إلى مدينة ليفربول في أوغسطس على متن سفينة "كامبريا" وهي سفينة تعمل بنظامى الشراع والبخار لكى تقوم بالرحلة في 10 أيام و16 ساعة فقط. خلال الأربع سنوات التي تلت ذلك أمدت جريدة التريبون بحوالى 37 تقرير. أجرت العديد من المقابلات مع العديد من الكتاب البارزين مثل "جورج ساند" وتوماس كارلايل" والذي شعرت تجاه بخيبة الأمل بسبب سياسته الرجعية بالإضافة لأشياء أخرى.أما "جورج ساند" فقد كان في السابق مثل فولر الأعلى ولكنهاشعرت بخيبة الأمل فيه حيث أنه اختار ألا يترشح في مجلس الشعب الفرنسى قائلاً أن المرأة ليست مستعدة للتصويت بعد أو شغل منصب سياسى. أيضاً تم إعطاء «فولر» خطاب تعريف إلى "اليزابيث باريت"ولكنها لم تقابلها لأن "باريت" في ذلك الوقت كانت قد هربت لتتزوج من "روبرت برونينج".
في بريطانيا في ربيع 1846 قابلت «جيوزيب مازينى» حيث تم نفيه من إيطاليا منذ عام 1837. أيضاً قابلت «فولر» الثورى الإيطالي «جيوفانى أنجلو أوسولى» ماركيزى حرمته عائلته من الميراث لمساندته ل «مازينى». انتقلا «فولر» و«أوسولى» للعيش معاً في مدينةفلورنسا بإيطاليا، ومن المحتمل انهم فعلوا ذلك قبل أن يتزوجا، مع أن فكرة زواجهما غير مؤكدة. في الأساس كانت «فولر» معارضة لفكرة الزواج منه جزءاً من هذا بسبب اختلاف أديانهم فهي كانت بروتستانتية وهو كان رومان كاثوليك. توقع إمرسون أن الزوجين قد تزوجا في (أكتوبر، أو نوفمبر، أو ديسمبر) من عام 1847 ولكنه لم يعلن عن أسبابه. توقه كتاب السيرة أن الزوجين تزوجا في الرابع من أبريل عام 1848 لكى يحتفلا بذكرى أول لقاء لهما. بحلول وقت إنتقالهماإلى فلورنسا كان يشار إليهم بزوج وزوجته مع انه لم يكن واضحاً إذا ما حدثت احتفالات رسمية للزواج. بدا من المؤكد انه حين ولد طفلهم لم يكونا متزوجين.وفي رأس السنة عام 1848 شكت «فولر» بحملها ولكنها أخفت ذلك عن «أوسولى» لعدة أسابيع. ولد طفلهم «أنجلو يوجين فيليب أوسولى» في مطلع شهر سبتمبر عام 1848 ولقبه «أنجلينو».لقد كان الزوجين متكتمين على علاقتهم ولكن بعد معاناة «أنجلينو» من مرض لم يعلن عن اسمه أصبحوا أقل تكتماً. أخبرت «فولر» والدتها بشأن «أوسولى» و«أنجلينو» في خطاب يشرح لها أنها لم تخبرها من قبل لكى لا تغضبهاوأخبرتها أيضاً «أنه من الضرورى ولمصلحة الطفل أن نعيش علانية وبشكل دائم معاً» وذلك في أغسطس عام 1849. وكان رد والدتها واضحاً أنها تعلم أنهم لم يكونا متزوجين قانونياً. ومع ذلك فقد كانت سعيدة لإبنتها حيث كتبت لها قائلة «أرسل أولى قبلاتى بمباركتى الشديدة إلى حفيدى».
ساند الزوجين سفيان الثوري «جيوزيب مازينى» في تأسيس الجمهورية الرومانية في عام 1849.خاض «أوسولى» هذا الصراع بينما تطوعت «فولر» للعمل في مشفى مساندة لهم. وحين تم هزيمة الجمهوريين المسانديين لهم هربا خارج إيطاليا وقررا الانتقال إلى الولايات المتحدة. قررت استخدام تجربتها في كتابة كتاب عن تاريخ الجمهورية الرومانية وكانت قد بدأته تقريباً في بداية عام1847 وتمنت أن تجد ناشراًأمريكياً بعد أن رفضه ناشر بريطانى. أعتقدت أن هذا العمل سيكون من أهم أعمالها مشيرة إليه في خطاب أرسلته إلى أخيها «ريتشارد» في مارس 1849 واصفة إياه «شئ جيد يمكن له أن ينجو بوجودى المضطرب.»

### وفاتها
في بداية عام 1850 كتبت فولر لصديق لها:«لقد بدا لى منذ وقت طويل أنه في سنة 1850 لابد لى من المرور بمراحل مهمة في ارتقاء حياتى...ومع ذلك لم أشعر بأي تغيرات بعد.» كتبت أيضاً في هذه السنة: «أشعر بالخوف على نحو سخيف والعديد من نذز الشؤم قد اجتمعت لتعطنى إحساس بالكآبة...أشعر وكأن مستقبلى على الأرض قد ينتهى قريباً... لدى بعض التوقعات الغامضة لبعض الكوارث_ ولكنى لا أعرف ماذا تكون.» بعد كتابة هذه الكلمات بدأت «فولر» و«اوسولى» وطفلهم رحلة عودة إلى الولايات المتحدة تستغرق 5 أسابيع على متن السفينة «إليزابيث» وهي سفينة شحن تجارية محملة بشحنة تتضمن معظمها رخام من مدينة كرارا. أبحرت السفينة في السابع عشر من مايو. في البحر توفى قائد السفينة «سيث هاستى» جراء مرض الجدري أصيب «أنجلينو» بالمرض وتعافى منه.
من المحتمل أنه بسب عدم خبرة المساعد الأول للقبطان والذي يعمل الآن كقائد للسفينة أصطدمت السفينة بالرمال على بعد أقل من 100 يارد من مدينة «فايرآيلاند- نيويورك» في التاسع عشر من يوليو 1850 حوالى الساعة الثاثة والنصف صباحاً. ترك العديد من الركاب السفينة وأيضاًأعضاء من طاقم السفينة.طلب المساعد الأول السيد«بانجز» من «فولر» و«أوسولى» أن ينقذواأنفسهم وطفلهم معهم حيث أنه نفسه قام بالقفز من السفينة، ادعى لاحقاً أنه اعتقد أن «فولر» أرادت أن تظل متخلفة عنهم لتموت. أماعلى الشاطئ فوصل الناس في عرباتهم آملين انتشال أي شحنة تصل إلى الشاطئ. لم يبذل أحد منهم أي جهد لإنقاذ طاقم أو ركاب السفينة «إليزابيث»، على الرغم من انهم لم يبعدوا سوى 50 يارداً عن الشاطئ. حاول معظم من كان على متن السفينة السباحة إلى الشاطئ تاركين «فولر» و«أوسولى» و«أنجلينو» من آواخر من كانوا على السفينة.تم إلقاء «أوسولى» خارج السفينة بواسطة موجة هائلة وبعد مرور تلك الموجة قال أحد أعضاء طاقم السفينة والذي شهد هذا الحدث أنه لم يرَ «فولر» بعد ذلك.
سافر «هنرى دايفيد ثورو» إلى مدينة نيويورك بناءً على طلب من إمرسون للبحث في الشاطئ ولكن لم يُعثَر على أي من جثة «فولر» أو زوجها، ولكن جثة «أنجلينو» تم جرفها على الشاطئ. عُثِر على القليل من ممتلكاتهم مثل ملابس الطفل وبعض الخطابات.

## روابط خارجية
- مارغريت فولر على موقع الموسوعة البريطانية (الإنجليزية)
- مارغريت فولر على موقع ميوزك برينز (الإنجليزية)
- مارغريت فولر على موقع إن إن دي بي (الإنجليزية)